# SK∞ エスケーエイト
『SK∞ エスケーエイト』は、スケートボードを題材にしたボンズ制作による日本のテレビアニメ作品。

## 製作
原作･監督は京都アニメーション系列のアニメーションドゥウ出身で、過去に『Free!』や『BANANA FISH』を手掛けた内海紘子。シリーズ構成・脚本は『コードギアス 反逆のルルーシュ』などを手がけた大河内一楼。キャラクターデザインは『機動戦士ガンダム00』などを手掛けた千葉道徳。音楽は『ACCA13区監察課』などを手掛けた高橋諒が担当した。
企画の成り立ちは、『BANANA FISH』の制作が開始したころ、同作のプロデューサーであるアニプレックスの瓜生恭子に「次は内海さんの作りたいものを作りましょう」と声を掛けられたことから。そこで内海が、以前から趣味でやっていたスケートボードを題材にした作品を提案し、企画がスタートした。
2021年7月4日に新作アニメプロジェクトが始動することが公表。2022年8月14日にOVAおよびTVシリーズ第2期の制作が発表された。OVA『SK∞ エスケーエイト EXTRA PART（エスケーエイト エクストラパート）』は2025年1月24日より全国10の劇場で先行上映会を実施し、同年3月19日に発売予定。

## あらすじ
深夜、沖縄にある閉鎖された廃鉱山で、関係者しか入れない「S（エス）」と呼ばれるスケートボードのレースが開催されていた。
その中では「ビーフ（決闘）」と呼ばれる、山頂から麓の廃工場まで
攻撃妨害なんでもありのレースバトルが行われ、大勢の観客が熱狂していた。
カナダから沖縄に転校してきた高校2年生のランガはスケートボードが大好きなレキにスケートボードの魅力を教わり、その成り行きで「S」に参加してバトルに巻き込まれてしまう。
ダーティなスケーター、AIスケーターなどと、裏顔のある個性あふれるスケーター達とのレースバトルの幕が上がる。

## 登場人物

### 主な登場人物
レキ（Reki）／ 喜屋武 暦（きゃん れき）
声 - 畠中祐
演 - 木津つばさ（第一部）、武本悠佑（第二部）
沖縄に住む高校二年生で、赤髪にヘアバンドを巻いている。スケートボードに熱中していて、明るく活動的な性格。スケボーショップ「DOPE SKETCH」でバイトをしている。スケートボードに対する造詣が深く、ランガの乗り方を見ただけで不具合がわかり、的確にアドバイスして、デッキの改造もできるなどメカニックとしての才能もある。家族構成は祖母と父と、母の正恵（声 - 福島桂子）と妹の月日（こよみ、声 - 千本木彩花）。さらにその下に、双子の幼い妹の七日 (ななか)と千日（ちひろ、声 - 関根有咲）がいる。自宅裏のガレージには、デッキの作成や修理をする作業スペースがある。
ランガ（Langa）／ 馳河 ランガ（はせがわ らんが）
声 - 小林千晃
演 - 滝澤諒
“S”ネームは「スノー」(Snow)。カナダから暦のクラスに転校してきた帰国子女のハーフ。髪は薄青で肌は色白。2歳の頃からのスノーボード経験者。口数が少なく、どこかぼーとしている。家族は病院に勤める母の菜々子（声 - 園崎未恵）がいて、父のオリバー（声 - ボルケーノ太田）は既に亡くなっている。父の死をきっかけにスノーボードから離れており、雪のほとんど降らない沖縄に来て母に心配されていたが、「S」に巻き込まれたことがきっかけでスケートボードにのめり込んでいく。
MIYA（ミヤ）／ 知念 実也（ちねん みや）
声 - 永塚拓馬
演 - 輝山立
中学一年生。髪は黒。スケートボードの日本代表候補。難易度の高いトリックを難なくメイクできる実力の持ち主。「S」では猫耳のパーカーに尻尾付きのショートパンツ姿。ゲーム好きで、実力の劣る暦をスライム呼ばわりしていた。スケートボードの成績が優秀だった事で仲間が離れてしまった過去を持つ。
シャドウ（Shadow）／ 比嘉 広海（ひが ひろみ）
声 - 三宅健太
演 - 木内太郎
「S」界のアンチヒーロー。髪は橙。あらゆるダーティなトリックで相手を翻弄する。表の顔は心優しい花屋「チューリップ」の店員で、店長（声 - 関根有咲）に恋心を抱いている。「S」にはメイクをして参加し、会場までは店名をガムテで隠した店の車で移動している。話が進むにつれて暦やランガ、実也たちの保護者的役割を担うようになる。
Cherry blossom（チェリーブロッサム）／ 桜屋敷 薫（さくらやしき かおる）
声 - 緑川光
演 - 久保田秀敏（第一部）、神永圭佑（第二部）
「S」の実力者のうちの一人で、「S」初期からのメンバー。髪はピンクで長髪。「S」では髪を結び、顔を鼻まで隠す忍者のような衣装を着ている。ビーフではパートナーであるAIの「C」（カーラ/Carla、声 - 元吉有希子）のアシストで、計算された理論的なスケートをし、状況に応じてデッキが変形する。表の姿は有名なAI書道家で、普段は眼鏡を掛け和服姿でいる。虎次郎とは幼馴染で、出会うとなにかといがみ合う。
ジョー（Joe）／ 南城 虎次郎（なんじょう こじろう）
声 - 松本保典
演 - 伊万里有
「S」の実力者のうちの1人で、薫と同じく「S」初期からのメンバー。髪は緑。陽気で女好きな性格で、スケートスタイルも、「最速のシックスパック」の異名を持つほど、逞しい肉体から繰り出される豪快な滑りが特徴。表の姿はイタリア料理店のオーナーシェフ。薫とは幼馴染であり、出会う度にいがみ合っているが、暦やランガ達に対しては相談に乗ったり助言したりと、なにかと気に掛けている。
愛抱夢（アダム／Adam）／ 神道 愛之介（しんどう あいのすけ）
声 - 子安武人、 永井真里子（少年時代）
演 - 小波津亜廉
仮面で素顔を隠した「Ｓ」の創設者にして、伝説のスケーター。髪は濃青。異名は「愛のマタドール」で、実際「S」では闘牛のマタドール姿で参加している。ビーフでは「ラブハッグ」というトリックを使い、対戦相手を何人も病院送りにしている。中継で流れていたランガとシャドウのビーフを見てからランガに興味を持ち、彼を自分の「イヴ」だと公言するようになる。その正体は、政治家一家神道家の跡取りで、国会議員をしている。
菊池 忠（きくち ただし）
声 - 小野賢章、千本木彩花（少年時代）
演 - 石渡真修
“S”ネームは「スネーク」（Snake）。神道愛之介の秘書。黒髪で、黒スーツを着用している。車の運転手からヘリの操縦までこなす。「S」ではキャップマン達に指示を出し、実務を取り仕切っている。愛之介からは時折「犬」呼ばわりされ、嫌われている。

### その他の登場人物
岡 正吉（おか しょうきち）
声 - 大隈健太
演 - 丸山正吾
レキとランガがバイトするスケボーショップ「DOPE SKETCH」の店長。二人の良き相談相手。店でペットでフェネックのスケッチー（Sketchy、声 - 関根有咲）を飼っている。
鎌田 貴理子（かまた きりこ）
声 - 本田貴子
東大卒のキャリア警察官で階級は警部補。高野議員の汚職についての虚偽答弁の疑いで愛之介をマークしており、その事で愛之介からは「カマキリ女」と疎まれている。

## スタッフ
- 原作 - ボンズ、内海紘子[6][7]
- 監督・キャラクター原案 - 内海紘子[5][7]
- シリーズ構成 - 大河内一楼[5][7]
- 脚本 - 大河内一楼（TV[5]）、近藤司・亜田井（OVA[7]）
- キャラクターデザイン - 千葉道徳[5][7]
- 総作画監督 - 千葉道徳[7]、菅野宏紀（TV）
- スケートボードデザイン - Studio No Border[6][7]
- プロップデザイン - 植野千世子、菅野宏紀、長谷川竹光、平鹿幸恵、倉本和希、岡田直樹
- 色彩設計 - 後藤ゆかり[6][7]
- 美術監督 - 近藤由美子[6][7]
- 3DCG監督 - 安東容太[6][7]
- 撮影監督 - 池上真崇[6][7]
- 編集 - 山岸歩奈美[6][7]
- 音響監督 - 三間雅文[6][7]
- 音響効果 - 倉橋静男[6][7]、西佐和子[6][7]
- 音楽 - 高橋諒[5][7]
- 音楽制作 - アニプレックス
- 音楽制作プロデューサー - 山内真治
- チーフプロデューサー - 三宅将典
- プロデューサー - 瓜生恭子、田中昴、外川明宏
- アニメーションプロデューサー - 鈴木麻里
- アニメーション制作 - ボンズ（TV[5]）、ボンズフィルム（OVA[7]）
- 製作 - Project SK∞（アニプレックス、ボンズ、ABCアニメーション、ムービック）

## 主題歌
「Paradise」
Rude-αによる第1期オープニングテーマ。作詞はRude-αとLauren Kaori、作曲はEQとSUNHEEとRude-α、編曲はEQ。
「インフィニティ」
優里による第1期エンディングテーマ。作詞・作曲は優里、編曲はCHIMERAZ。
「Dimensions of the Wind」
ASH DA HEROによる第1期挿入歌。作詞はKonnie Aoki、作曲・編曲はHIGH and MIGHTY COLORのMEGと来兎。
「Behind the Mask」
Jon Underdownによる第1期挿入歌。作詞はKonnie Aoki、作曲・編曲は高橋諒。

## 各話リスト
| 話数       | サブタイトル                                                                            | 脚本          | 絵コンテ                  | 演出                                | 作画監督                                                                           | 初放送日       |       |       |       |       |       |       |       |       |       |       |       |       |       |       |       |       |       |       |
| 第1期      | 第1期                                                                                   | 第1期         | 第1期                     | 第1期                               | 第1期                                                                              | 第1期          | 第1期 | 第1期 | 第1期 | 第1期 | 第1期 | 第1期 | 第1期 | 第1期 | 第1期 | 第1期 | 第1期 | 第1期 | 第1期 | 第1期 | 第1期 | 第1期 | 第1期 | 第1期 |
| ---------- | --------------------------------------------------------------------------------------- | ------------- | ------------------------- | ----------------------------------- | ---------------------------------------------------------------------------------- | -------------- | ----- | ----- | ----- | ----- | ----- | ----- | ----- | ----- | ----- | ----- | ----- | ----- | ----- | ----- | ----- | ----- | ----- | ----- |
| 01 PART    | 熱い夜に雪が降る                                                                        | 大河内一楼    | 内海紘子                  | 内海紘子                            | 千葉道徳                                                                           | 2021年 1月10日 |       |       |       |       |       |       |       |       |       |       |       |       |       |       |       |       |       |       |
| #02 PART   | はじめてのサイコー！                                                                    | 大河内一楼    | 内海紘子                  | 蓮井隆弘                            | 細川修平 大貫健一                                                                  | 1月17日        |       |       |       |       |       |       |       |       |       |       |       |       |       |       |       |       |       |       |
| #03 PART   | 望まない勇者                                                                            | 大河内一楼    | 五十嵐卓哉                | 野亦則行                            | 細川修平 井元一彰 吉井弘幸                                                         | 1月24日        |       |       |       |       |       |       |       |       |       |       |       |       |       |       |       |       |       |       |
| #04 PART   | 愛のマタドール、愛抱夢                                                                  | 大河内一楼    | 蓮井隆弘                  | 蓮井隆弘                            | 細川修平 井元一彰 吉井弘幸                                                         | 1月31日        |       |       |       |       |       |       |       |       |       |       |       |       |       |       |       |       |       |       |
| #05 PART   | 情熱のダンシングNight!                                                                  | 大河内一楼    | 五十嵐卓哉                | 宮西哲也                            | 大貫健一 徳岡紘平                                                                  | 2月7日         |       |       |       |       |       |       |       |       |       |       |       |       |       |       |       |       |       |       |
| #06 PART   | 湯けむりミステリースケート?!                                                            | 大河内一楼    | 五十嵐卓哉                | 安井貴司                            | 植野千世子 新井伸浩                                                                | 2月14日        |       |       |       |       |       |       |       |       |       |       |       |       |       |       |       |       |       |       |
| #07 PART   | つりあわねーんだよ                                                                      | 大河内一楼    | 林明美                    | 矢野孝典                            | 徳岡紘平 大貫健一 吉井弘幸 細川修平                                                | 2月21日        |       |       |       |       |       |       |       |       |       |       |       |       |       |       |       |       |       |       |
| #08 PART   | 宿命のトーナメント！                                                                    | 大河内一楼    | 蓮井隆弘                  | 蓮井隆弘                            | 植野千世子 大貫健一 永野裕大 荒木弥緒 菅野宏紀 荻野美希 新井伸浩                   | 2月28日        |       |       |       |       |       |       |       |       |       |       |       |       |       |       |       |       |       |       |
| #09 PART   | あの時、俺たちは特別だった                                                              | 大河内一楼    | 山本貴之                  | 山本貴之                            | 徳岡紘平 大貫健一 菅野宏紀 荒木弥緒 吉井弘幸 細川修平 新井伸浩 荻野美希            | 3月7日         |       |       |       |       |       |       |       |       |       |       |       |       |       |       |       |       |       |       |
| #9.5 PART  | クレイジーロックJAM                                                                     | -             | 依田伸隆（演出・編集）    | 依田伸隆（演出・編集）              | -                                                                                  | 3月14日        |       |       |       |       |       |       |       |       |       |       |       |       |       |       |       |       |       |       |
| #10 PART   | 言葉のいらないDAP                                                                       | 大河内一楼    | 林明美                    | 高田昌豊 山本貴之                   | 大貫健一 荒木弥緒 植野千世子 細川修平 菅野宏紀 荻野美希 吉井弘幸 新井伸浩 徳岡紘平 | 3月21日        |       |       |       |       |       |       |       |       |       |       |       |       |       |       |       |       |       |       |
| #11 PART   | キング VS ザコ                                                                          | 大河内一楼    | タムラコータロー 蓮井隆弘 | 蓮井隆弘 千葉大輔 矢野孝典          | 大貫健一 荒木弥緒 菅野宏紀 細川修平 吉井弘幸 新井伸浩 永野裕大 徳岡紘平            | 3月28日        |       |       |       |       |       |       |       |       |       |       |       |       |       |       |       |       |       |       |
| #12 PART   | 俺たちの無限大！                                                                        | 大河内一楼    | 五十嵐卓哉                | 内海紘子 浅井義之 山本貴之 高田昌豊 | 千葉道徳 徳岡紘平 新井伸浩 荒木弥緒 大貫健一 菅野宏紀 吉井弘幸 細川修平            | 4月4日         |       |       |       |       |       |       |       |       |       |       |       |       |       |       |       |       |       |       |
| OVA        |                                                                                         |               |                           |                                     |                                                                                    |                |       |       |       |       |       |       |       |       |       |       |       |       |       |       |       |       |       |       |
| EXTRA PART | 雨と猫 コンビニアイス ソーダ味本気でマジになれることMorning Routineがんばれ広海ちゃん！ | 近藤司 亜田井 | 鴨居知世                  | 鴨居知世                            | 植野千世子 荒木弥緒 佐倉みなみ                                                     | 2025年 3月19日 |       |       |       |       |       |       |       |       |       |       |       |       |       |       |       |       |       |       |

## 放送局
第1期は、2021年1月10日から4月4日まで朝日放送テレビをはじめとするテレビ朝日系列全24局の日曜2時 - 2時30分（土曜深夜）枠『ANiMAZiNG!!!』にて放送された。
ただし九州朝日放送（KBCテレビ）では第6話の放送日が翌日の2月15日2時25分 - 2時55分に変更されていた。
またこれ以外にも第11話は前日夜のドラマスペシャル『エアガール』（21時 - 23時5分）による通常20時54分 - 21時55分の『サタデーステーション』の繰り下げ・30分短縮放送の影響で放送時間が40分遅れて放送された（3月21日2時40分 - 3時10分）。
| 配信開始日    | 配信時間                     | 配信サイト |
| ------------- | ---------------------------- | --- |
| 2021年1月10日 | 日曜 2:00 - 2:30（土曜深夜） | ABEMA |
| 2021年1月12日 | 火曜 12:00 更新              | dアニメストア （本店・for Prime Video） U-NEXT アニメ放題 GYAO! Amazon Prime Video バンダイチャンネル Hulu TELASA J:COMオンデマンド Video Market DMM.com music.jp ひかりTV FOD niconico TVer |
|               | 火曜 22:00 - 22:30           | ニコニコ生放送 |

## BD / DVD
| 巻 | 発売日        | 収録話          | 規格品番      | 規格品番      |
| 巻 | 発売日        | 収録話          | BD限定版      | DVD限定版     |
| -- | ------------- | --------------- | ------------- | ------------- |
| 1  | 2021年3月24日 | 第1話 - 第2話   | ANZX-12881/2  | ANZB-12881/2  |
| 2  | 2021年4月28日 | 第3話 - 第4話   | ANZX-12883/4  | ANZB-12883/4  |
| 3  | 2021年5月26日 | 第5話 - 第6話   | ANZX-12885/6  | ANZB-12885/6  |
| 4  | 2021年6月23日 | 第7話 - 第8話   | ANZX-12887/8  | ANZB-12887/8  |
| 5  | 2021年7月28日 | 第9話 - 第10話  | ANZX-12889/90 | ANZB-12889/90 |
| 6  | 2021年8月25日 | 第11話 - 第12話 | ANZX-12891/2  | ANZB-12891/2  |

## 漫画
キャラクターをちびキャラ化したスピンアウトギャグ漫画作品『SK∞ エスケーエイト チルアウト！』が、ヤングエースUP（KADOKAWA）にて2021年1月11日から同年9月20日まで連載された。原作：ボンズ・内海紘子、漫画：トリヤス。単行本は全1巻。
本編の漫画化作品『コミック「SK∞ エスケーエイト」』が、BookLiveにて2021年3月5日から配信開始。原作：ボンズ・内海紘子、漫画：航島カズト、構成：8KEY。

## 舞台
第一部と第二部の二部構成。第一部は天王洲 銀河劇場にて2021年12月2日から12日まで上演。第二部は2022年1月20日から24日まで日本青年館ホールにて上演予定だったが、関係者に新型コロナウイルス感染症の陽性が確認されたため、全公演が中止になったが、パンフレットやブロマイドなどのグッズは第二部の物も販売された。
2023年1月11日から15日にシアター1010にて、前年に中止となった第二部が上演された。キャストは一部変更となっている。

### 公演リスト
舞台「SK∞ エスケーエイト The Stage」
第一部 The First Part ～熱い夜のはじまり～：2021年12月2日 - 12日、東京都・天王洲銀河劇場
第二部 The Last Part ～俺たちの無限大～：2023年1月11日 - 15日、東京都・シアター1010

### スタッフ（舞台）
- 原作 - 「SK∞ エスケーエイト」（©ボンズ・内海紘子／Project SK∞）
- 脚本 - 伊勢直弘
- 総合演出・第一部演出 - 大関真（スーパーエキセントリックシアター）
- 第二部演出 - 村井雄（KPR／開幕ペナントレース）
- スペシャル・スケーター - 池慧野巨
- 振付 - 本山新之助
- 音楽 - 高橋諒 濱田貴司
- 舞台監督・第一部 - 西川也寸志（箱馬研究所）
- 舞台監督・第二部 - 筒井昭義
- 制作 - ABC&SET
- 制作協力 - S-SIZE
- 舞台プロデューサー - 小林諸生（ABCフロンティア）
- 主催 - 「SK∞ エスケーエイト The Stage」製作委員会